# Sakyō-ku
Sakyō (左京区, Sakyō-ku) est l'un des onze arrondissements de Kyoto, dans la préfecture du même nom. Contrairement aux arrondissements de Tokyo, ils ne constituent pas des municipalités à part entière mais juste des subdivisions administratives dotés de bureaux municipaux chargés de gérer un certain nombre d'affaires locales (notamment l'état civil).
Il a été créé en 1929 et s'est progressivement étendu jusqu'en 1957 pour devenir le deuxième plus vaste arrondissement de Kyōto, mais aussi le moins dense, avec de vastes zones montagneuses et inhabitées.

Localisation de Sakyō.

## Histoire

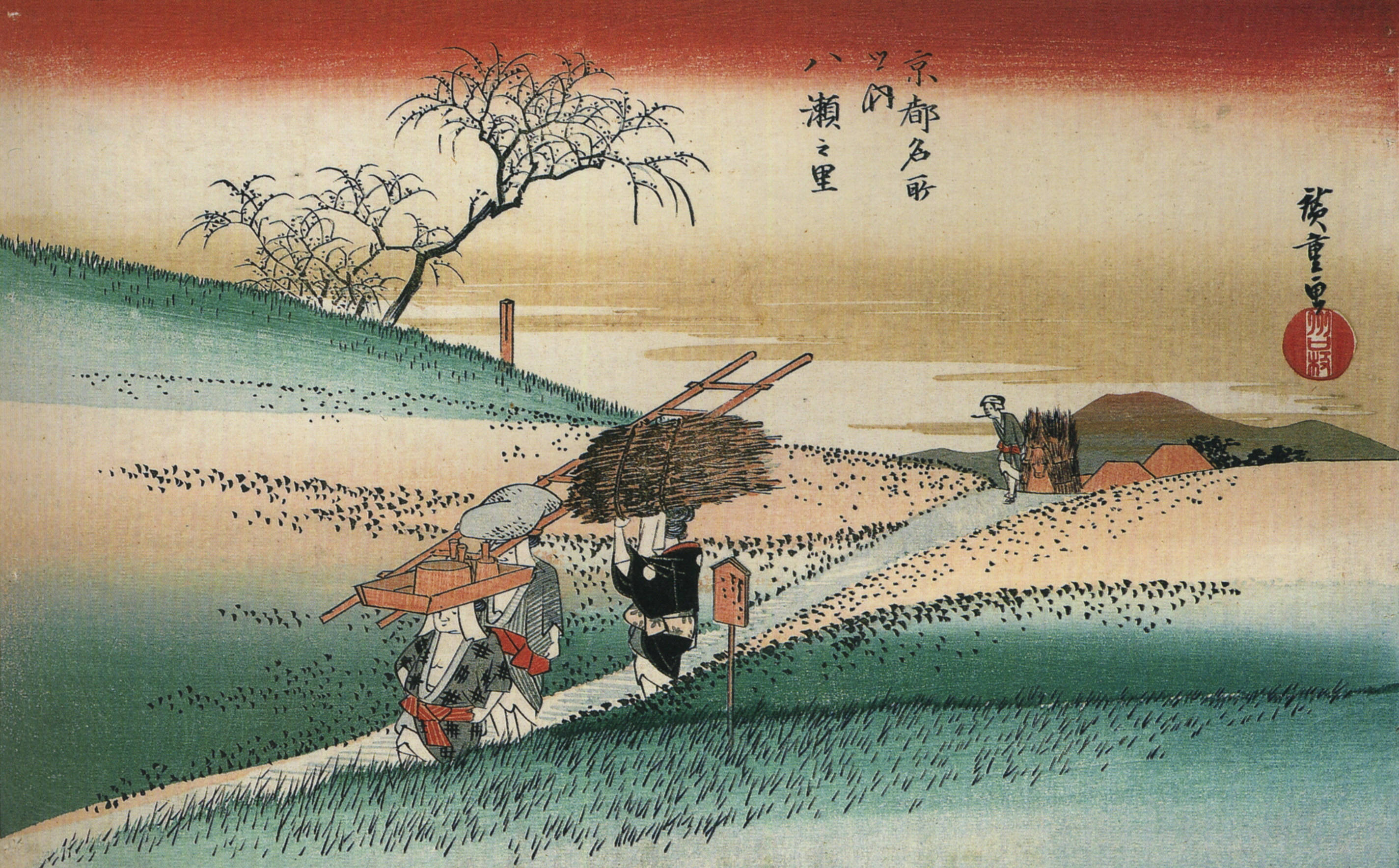
Ukiyo-e de Hiroshige figurant le village de Yase, au cœur du territoire de l'actuel arrondissement, à l'époque d'Edo.

Sakyō, dont le nom signifie « À la gauche de l'empereur » (ce dernier trônant face au sud selon l'organisation des palais héritée du modèle confucéen chinois), était historiquement à l'extérieur de la cité impériale de Kyōto. En raison de sa proximité avec la capitale, tout en préservant un important environnement naturel, plusieurs temples bouddhistes ou sanctuaires shintō y sont très vite construits, ainsi que des lieux de retraite pour les empereurs. À la limite sud-ouest de l'actuel arrondissement, près des rives de la rivière Kamo, des faubourgs finissent par se développer. Ils sont intégrés progressivement entre 1881 et 1889 dans la ville en étant rattachés à l'arrondissement de Kamigyō (le plus septentrional des deux arrondissements d'origine, créés en 1879). L'Université impériale de Kyōto y est créée le 18 juin 1897 et le canal du lac Biwa est construit dans les années 1890, permettant le développement du quartier.

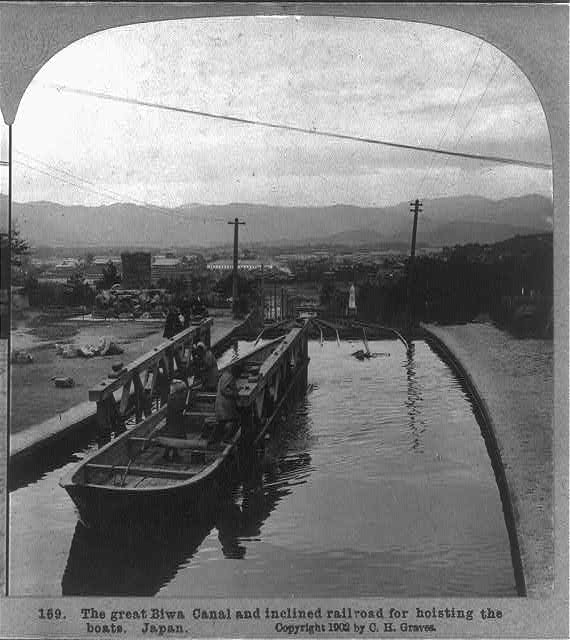
Le canal du lac Biwa et ses rails inclinés pour bateau, dans le futur arrondissement de Sakyō, vers 1902.

L'absorption de nouvelles localités du district rural d'Otagi se fait ensuite petit à petit en progressant vers le nord. Le 1er avril 1918, les villages de Shirakawa, Tanaka et de Shimogamo (partie sud de l'actuel arrondissement de Sakyō) sont ainsi fusionnés dans Kamigyō. L'arrondissement de Sakyō est créé en avril 1929 par le détachement de Kamigyō des territoires situées sur la rive orientale de la rivière Kamo. Le 1er avril 1931, il s'étend encore plus au nord et absorbe les villages de Shūgakuin (centré sur la villa impériale du même nom, résidence secondaire des souverains depuis le XVIIe siècle) et Matsugasaki. Désormais, la totalité de la moitié sud de l'actuel territoire fait partie de l'arrondissement.
Le 1er avril 1949, l'arrondissement atteint pratiquement sa taille actuelle en absorbant les sept derniers villages de l'ancien district d'Otagi avec, du sud au nord : Iwakura, Yase, Ōhara, Shizuichino, Kurama, Hanase et Kuta. Il finalise son extension le 1er avril 1957 avec l'intégration à l'extrémité septentrionale d'une portion du bourg de Keihoku situé dans le district de Kitakuwada, correspondant au territoire de l'ancien village de Kuroda.

## Géographie

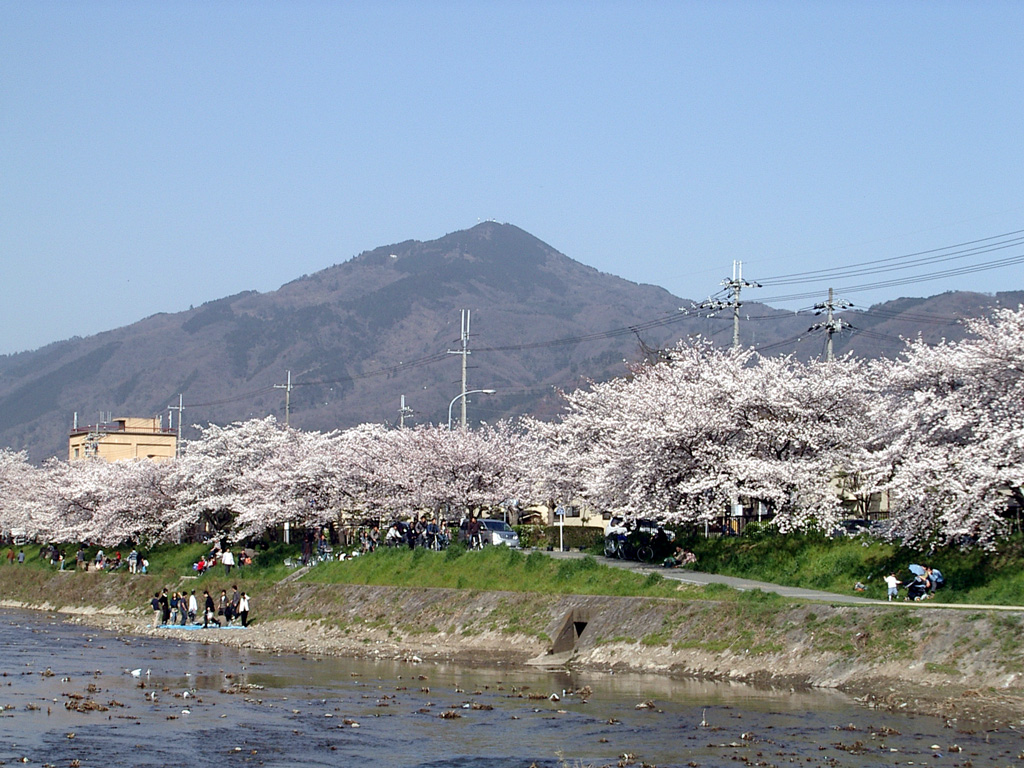
Sakura en fleurs au pied du mont Hiei.

L'arrondissement de Sakyō occupe avec ses 246,88 km2 le quart nord-est du territoire de Kyōto. Il s'agit du deuxième plus grand arrondissement de la ville après celui d'Ukyō. Elle est limitrophe à l'ouest et au sud de six autres arrondissements : Ukyō au nord-ouest, Kita à l'ouest, Kamigyō et Nakagyō (le centre historique et administratif) au sud-ouest, Higashiyama et Yamashina au sud. Au nord, il borde la ville de Nantan et en son sein l'ancien bourg de Miyama (qui a fusionné avec d'autres municipalités en 2006 pour former Nantan), dans la préfecture de Kyōto. À l'est, il est frontalier de la préfecture de Shiga et plus particulièrement des villes d'Ōtsu à l'est et de Takashima (et en son sein de l'ancien village de Kutsuki, qui a fusionné avec d'autres municipalités en 2005 pour former Takashima) au nord-est.
L'arrondissement est de plus longé à sa limite occidentale par la rivière Kamo, un des affluents de la Yodo). Il est également traversé par d'autres cours d'eau qui tous rejoignent la Kamo : la rivière Takano qui traverse sa partie centrale du nord-est au sud-ouest, la Shira-kawa sa partie méridionale également selon un axe nord-est–sud-ouest. Le canal du lac Biwa (construit durant l'ère Meiji pour transporter de l'eau, du fret et des passagers du plus important lac japonais, situé dans la préfecture de Shiga, à Kyōto) passe par Sakyō au sud, s'écoulant de l'est vers l'ouest.
L'essentiel de son territoire, à l'est et au nord, dispose d'un relief accidenté (collines petite montagne, dominées notamment par le mont Kurama à 584 m au nord-ouest et par le mont Hiei à 848,3 m à l'est) et forestier.

## Démographie et activités
L'arrondissement est le troisième le plus peuplé de Kyōto avec au 1er août 2010 166 329 habitants (soit un peu plus du cinquième de la population totale de la ville), derrière Fushimi et Ukyō. Mais, s'agissant également de l'un des arrondissements les plus vastes, il dispose de la plus faible densité de l'agglomération, avec 673,72 hab./km2. En vérité, sa population est très inégalement répartie et il comprend à la fois des zones rurales et urbaines.
La partie montagneuse et boisée, au nord et à l'est, est très peu habitée et rurale. Seule une agglomération se démarque, Ōhara, centrée autour de plusieurs temples du bouddhisme Tendai dont surtout celui de Sanzen-in et, outre l'agriculture, vit du tourisme. Une industrie forestière s'y est de plus développée. 
La partie urbaine est concentrée dans le sud-ouest, en connexion avec le centre historique et administratif de la ville. Il s'agit essentiellement de quartiers résidentiels mais également universitaires. En effet, y sont implantés le campus principal de l'Université de Kyōto, l'Université des arts et techniques de Kyōto et l'Université Kyōto Seika. Plusieurs secteurs en périphérie, dont Iwakura à la limite nord de l'agglomération, ont été désignés en tant que zones de contrôle de l'urbanisation, où les exploitations à grande échelle et la hauteur des bâtiments sont restreintes. On y trouve encore quelques rizières en pleine ville.

## Sites remarquables

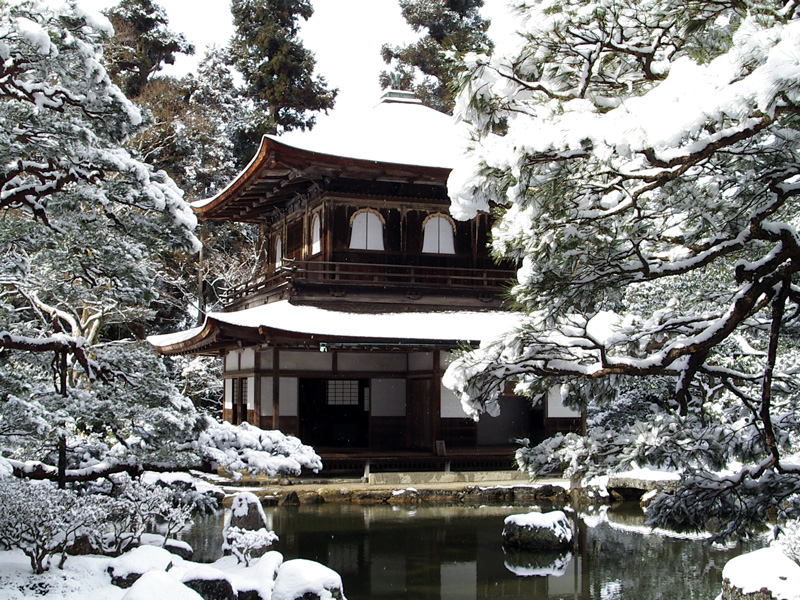
Le pavillon d'argent du Ginkaku-ji sous la neige.

L'arrondissement accueille de nombreux monuments, dont les principaux restent dans la partie urbaine :
- les temples bouddhistes :
  - Ginkaku-ji (1490)
  - Nanzen-ji (1291)
  - Manshu-in (à partir de 767-822, implanté sur son site actuel, près de la villa impériale, au XVIIe siècle)
- les sanctuaires shintō :
  - Kamo-jinja (à partir de 795)
  - Heian-jingū (1895)
- la villa impériale de Shūgaku'in (à partir de 1655-1659)
- le Kyoto International Conference Center (1966-1973), lieu où fut signé le protocole de Kyōto en 1997
- le Jardin botanique de Kyōto
- le canal du lac Biwa (à partir de 1892)

Dans les zones rurales et montagneuses de l'est et de l'ouest, on peut également trouver :
- des points de vue, dont surtout le mont Hiei, accessible par le funiculaire Eizan. Il s'agit du funiculaire ayant le plus de dénivelé du pays, avec 561 mètres ;
- les temples bouddhistes :
  - Kurama-dera (à partir de 770) ;
  - Sanzen-in (985, reconstruit en 1148) et autres temples Tendai à Ōhara ;
- le sanctuaire shintō Kibune-jinja (époque de Heian).

## Transports
Les principales artères traversent la zone urbaine de l'arrondissement du nord au sud : il s'agit des rues Kawabata, Higashiōji et Shirakawa. La route nationale 367 (68,5 km reliant l'arrondissement de Shimogyō-ku à la ville de Takashima dans la préfecture de Shiga au nord-est) réalise l'essentiel de son parcours sur le territoire de Sakyō. La route nationale 477 (217,6 km, de Yokkaichi dans la préfecture de Mie au sud-est à Ikeda dans la préfecture d'Osaka à l'ouest) traverse également, entre autres, l'arrondissement.
La principale plateforme ferroviaire du quartier est la gare de Demachiyanagi, terminus de deux lignes :
- la ligne principale de la compagnie Eizan Electric Railway : 8,8 km vers le nord, totalement interne à l'arrondissement, les autres terminus sont soit la gare de Yase-Hieizanguchi (où la jonction est faite avec le funiculaire Eizan du mont Hiei, soit la gare de Kurama (avec ici une correspondance avec le funiculaire menant au Kurama-dera) ;
- la ligne Ōtō de la compagne Keihan : 2,3 km vers le sud et la gare de Sanjō dans l'arrondissement voisin de Higashiyama. De là, une correspondance est faite avec la ligne principale Keihan qui mène jusqu'à la gare de Yodoyabashi à Osaka.

L’arrondissement est également desservi par la ligne Karasuma du métro de Kyoto avec deux stations : Kokusaikaikan et Matsugasaki.